# ポール・マクヴェイ
ポール・フランシス・マクヴェイ（Paul Francis McVeigh、1977年12月6日 - ）は、北アイルランド・ベルファスト出身の元サッカー選手。ポジションはMF、FW。

## タイトル
ルートン・タウン
- EFLトロフィー:2008-09